# Härnäsets Folkets hus
Härnäsets Folkets hus är ett Folkets hus i Bro socken i Lysekils kommun. Byggnaden, som uppfördes år 1907, är byggnadsminne sedan den 7 december 1987.

## Historia
På Härnäset mot Åbyfjorden mellan Urshultsberget och Vrångudden ligger Fågelviken. Här har stenhuggerinäringen på Härnäset från 1800-talets sista decennier haft ett centrum fram till 1957 då Eds stenbrott i Urshultsberget lades ner. Från brottet gick ett eldrivet lok med vagnar som körde stenen till en utskeppningskaj. Bebyggelsen i Fågelviken är särskilt intressant därför att husen är bolagsbyggda och bildar en medvetet planerad miljö. Nära den stora vägen mot Slävik ligger Härnäsets Folkets hus, uppfört 1907. Härnäsets Folkets hus har utgjort en samlande punkt för det stora antal stenarbetare som hade sin utkomst vid olika brott på Härnäset fram till näringens kris på 1930-talet. Byggnaden ingår i en större bebyggelsemiljö som även omfattar bland annat arbetarbostäder och disponentbostad.
Beslut om att uppföra Härnäsets Folkets hus fattades 1902 av avdelning nr 14 av Svenska stenindustriarbetareförbundet på Härnäset. Först år 1906 fick man arrendera en tomt i Svee på 40 år och kunde då påbörja arbetena. I juli 1907 invigdes byggnaden, som då utgjordes av en envånings träbyggnad med vind. Byggnaden innehöll, förutom den stora samlingslokalen, en liten sal för mindre sammankomster, samt kök. Verksamheten var livlig och redan 1913 beslöt man att göra en tillbyggnad. Denna kom dock inte till utförande förrän 1929, sannolikt på grund av första världskrigets utbrott, då byggnaden fick det utseende som den till största delen bibehållit tills idag. Ritningar till ombyggnaden av Härnäsets Folkets hus utfördes av Folke Lundqvist.
I närheten av byggnaden låg stenbrotten i Fågelvik och Ed. I Folkets hus hade man sina möten och studiecirklar. I huset spelade man teater och i byggnaden fanns en biograf och bibliotek. Folkets hus användes också av de lokala idrottsföreningarna. Under några år fanns en handelsförening. Verksamheten låg nere några år och kom igång i början på 1980-talet. Folkets hus används idag för olika kulturarrangemang och är en viktig träffpunkt för boende och sommargäster på Härnäset.

## Beskrivning
Huset är byggt i vinkel med den stora samlingslokalen mot norr i den längre axeln och kök, mindre samlingsrum och vaktmästarbostad i den kortare sydliga delen. Vaktmästarbostad och bibliotek inreddes i övervåningen medan den stora samlingslokalen har full höjd genom båda våningarna. I den nordligaste delen av denna byggdes en scen och i den andra delen en läktare som nås via övervåningen. På läktardelen finns även upptagningar i väggen för filmvisning.
Härnäsets Folkets hus är klätt med gulmålad locklistpanel och taket är täckt med enkupigt tegel. Byggnaden har stora spröjsade treluftsfönster men vita omfattningar. Grunden av huggen granit anlades av medlemmarna i avdelningen. Mellan byggnaden och vägen finns en gräsplan som tidigare varit genomkorsad med grusgångar. På gräsplanen finns en minnessten som vänder sig mot vägen. Stenen minner om den så kallade "Vinbräckastrejken" och restes av stenhuggarteatern 1990.
Interiört har byggnaden en enkel utformning med pärlspontpanel i väggar och tak. Plankgolvet i furu är lackat. Läktarbarriären dekorerades 1936 av målarmästaren Ragnar Lundqvist med sju stycken målningar med motiv från bohuslänskt landskap och arbetsliv. Över scenen finns en målad devis: "HÅLLEN SAMMAN OCH VI SKOLA SEGRA". Stora salens väggar är klädda med hög brunmålad bröstningspanel. I köket finns bänkar och skåp från 1930-talet. Mellan entréutrymmet och köket finns även en biljettlucka. På övervåningen finns vaktmästarbostaden med bevarade 1930-talsskåp och såpade furuplankgolv. Ett innertak är pappspänt.